# 激进妇女

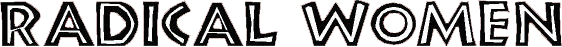
激进妇女标志

激进妇女（英語：Radical Women，缩写为RW）是美国的一个奉行社会主义女性主义的基层活动组织，成立于1967年。它与托洛茨基主义政党自由社会党有联系。它的总部位于西雅图，在澳大利亚墨尔本设有分支。